# Peire Raimon de Tolosa

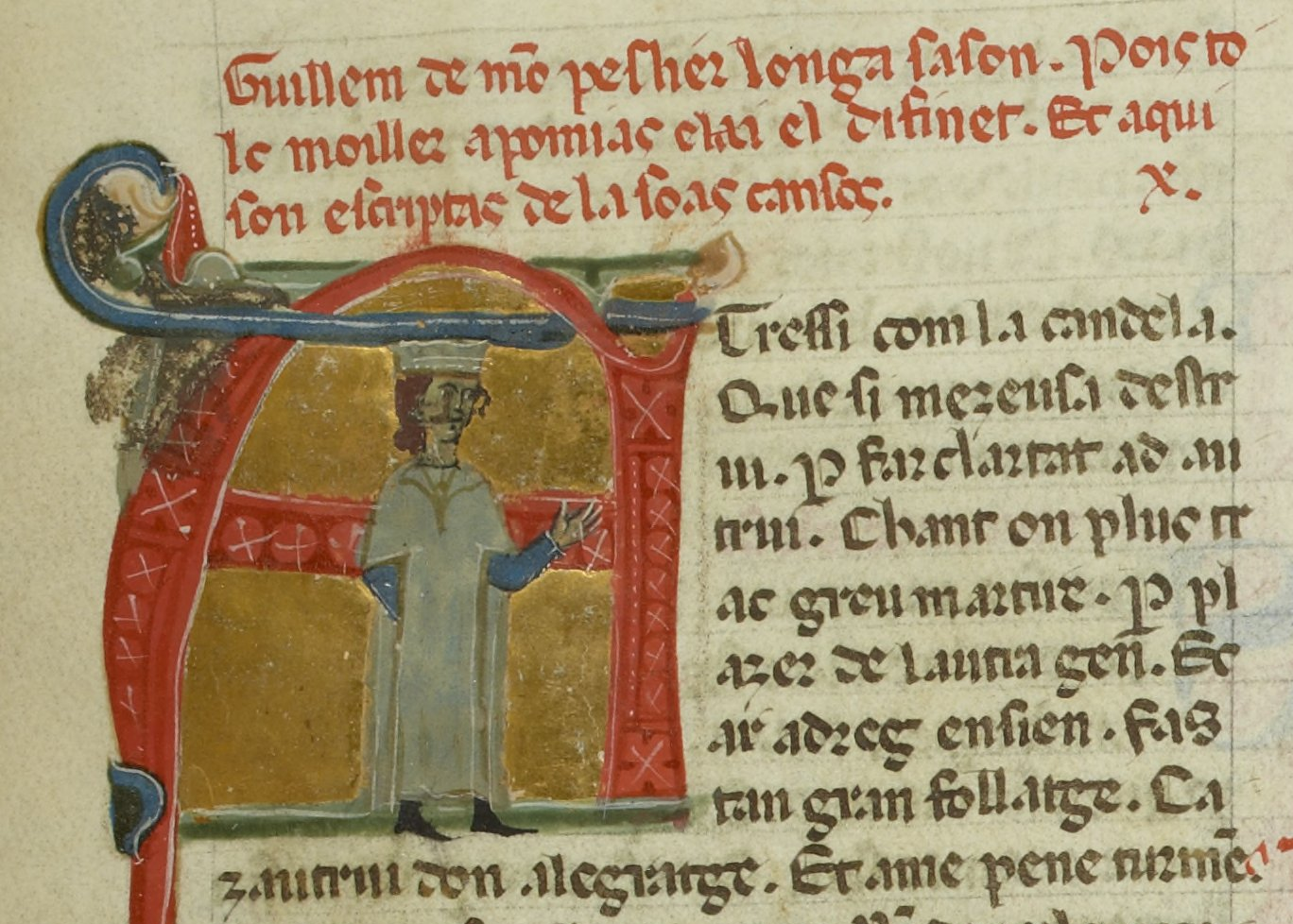
BnF ms. 854 fol. 85

Peire Raimon de Tolosa (1160 - vers 1221) fou un trobador occità. Fill d'un burgès, es va fer joglar i va estar adscrit a diverses corts, entre elles la del rei Alfons II d'Aragó el trobador, tal com ho confirma la cançó No·m puosc sufrir d'una leu chanso faire.
La Vida en tres manuscrits l'anomena Pere Raimon de Tolosa lo viellz, cosa que fa suposar l'existència d'un altre trobador del mateix nom.
Es conserva una seva cançó musicada.